# Lacinipolia longiclava
Lacinipolia longiclava är en fjärilsart som beskrevs av Smith. Lacinipolia longiclava ingår i släktet Lacinipolia och familjen nattflyn. Inga underarter finns listade i Catalogue of Life.